# Mark Skaife
Mark Skaife, född 3 april 1967 i Gosford, New South Wales, är en australisk före detta racerförare. Han har vunnit fem australiska touring car-titlar, varav tre i V8 Supercar, och är den förare som vunnit flest omgångar i V8 Supercar efter att ha slagit Peter Brocks rekord i antalet segrar på Eastern Creek 2007.

## Racingkarriär
Skaife började tävla i karting. Han körde sedan i formelbilar i Australien och vann Formel Brabham tre år i rad 1991-1993, samtidigt som han vann ATCC 1992 för Nissan. Han tog även hand om titeln 1994 för Gibson Motorsport och Holden.  Han ersatte legendaren Peter Brock i Holden Racing Team 1997 och vann sedan tre raka titlar 2000, 2001 och 2002. Efter det vann Skaife ingen titel, men övertog ägareskapet i teamet från Tom Walkinshaw efter TWR:s konkurs. Han vann Bathurst 1000 år 2005, men efter ett svagt 2007 bestämde chefer över Skaife att värva Garth Tander från HSV Dealer Team. Tander förbättrade stallets resultat och utklassade Skaife, vilket fick Mark att avsluta sin aktiva karriär. Han vann dock ett race under 2008 då han tillsammans med Tander vann enduranceracet på Phillip Island. Han sålde tillbaka teamet till Walkinshaw efter säsongen och slutade därmed helt och hållet i HRT, men blev istället ambassadör för Holden.

## Segrar ATCC/V8 Supercar
| Nr | Bana               | År   |
| -- | ------------------ | ---- |
| 1  | Wanneroo           | 1991 |
| 2  | Mallala            | 1991 |
| 3  | Oran Park          | 1991 |
| 4  | Amaroo             | 1992 |
| 5  | Phillip Island     | 1992 |
| 6  | Mallala            | 1992 |
| 7  | Oran Park          | 1992 |
| 8  | Amaroo             | 1994 |
| 9  | Phillip Island     | 1994 |
| 10 | Symmons Plains     | 1994 |
| 11 | Mallala            | 1994 |
| 12 | Eastern Creek      | 1995 |
| 13 | Eastern Creek      | 1999 |
| 14 | Phillip Island     | 1999 |
| 15 | Sandown            | 1999 |
| 16 | Calder Park        | 1999 |
| 17 | Symmons Plains     | 1999 |
| 18 | Oran Park          | 1999 |
| 19 | Eastern Creek      | 2000 |
| 20 | Hidden Valley      | 2000 |
| 21 | Oran Park          | 2000 |
| 22 | Ipswich 500        | 2000 |
| 23 | Phillip Island     | 2001 |
| 24 | Oran Park          | 2001 |
| 25 | Bathurst 1000      | 2001 |
| 26 | Adelaide           | 2002 |
| 27 | Phillip Island     | 2002 |
| 28 | Eastern Creek      | 2002 |
| 29 | Hidden Valley      | 2002 |
| 30 | Canberra           | 2002 |
| 31 | Oran Park          | 2002 |
| 32 | Bathurst 1000      | 2002 |
| 33 | Adelaide           | 2003 |
| 34 | Sandown 500        | 2003 |
| 35 | Bathurst 1000      | 2005 |
| 36 | Pukekohe           | 2006 |
| 37 | Eastern Creek      | 2007 |
| 38 | Phillip Island 500 | 2008 |